# Campeonato Mundial de Piragüismo en Kayak de Mar de 2019
El IV Campeonato Mundial de Piragüismo en Kayak de Mar se celebró en Saint-Pierre-Quiberon (Francia) en 2019 bajo la organización de la Federación Internacional de Piragüismo (ICF).

## Resultados
| Evento       | Oro                             | Plata                  | Bronce                       |
| ------------ | ------------------------------- | ---------------------- | ---------------------------- |
| K1 masculino | Sean Rice Sudáfrica             | Kenneth Rice Sudáfrica | Cory Hill Australia          |
| K1 femenino  | Danielle McKenzie Nueva Zelanda | Hayley Nixon Sudáfrica | Teneale Hatton Nueva Zelanda |

## Medallero
| Núm. | País          | Oro | Plata | Bronce | Total |
| ---- | ------------- | --- | ----- | ------ | ----- |
| 1    | Sudáfrica     | 1   | 2     | 0      | 3     |
| 2    | Nueva Zelanda | 1   | 0     | 1      | 2     |
| 3    | Australia     | 0   | 0     | 1      | 1     |
|      | TOTAL         | 2   | 2     | 2      | 6     |